# Tskhouk-Karckar
Tskhouk-Karckar és el nom amb el qual es coneix a un grup de cons piroclàstics que es troben en la zona central de la serralada volcànica Siunik, a la frontera entre 2 països del Caucas, Armènia i l'Azerbaidjan a 60 km SE del llac Sevan. El seu punt de màxima elevació es troba a 3.139 metres. La seva última erupció es va produir aproximadament en el 3.000 abans de crist.